# Stary Drożęcin
Stary Drożęcin – wieś w Polsce położona w województwie podlaskim, w powiecie łomżyńskim, w gminie Piątnica.
Wierni kościoła rzymskokatolickiego należą do parafii Przemienienia Pańskiego w Piątnicy.

## Historia
Dawnej prywatna wieś szlachecka Drożęcino-Stare położona była w drugiej połowie XVI wieku w powiecie kolneńskim ziemi łomżyńskiej województwa mazowieckiego.
W latach 1921–1939 wieś leżała w województwie białostockim, w powiecie kolneńskim (od 1932 w powiecie łomżyńskim), w gminie Rogienice.
Według Powszechnego Spisu Ludności z 1921 roku wieś zamieszkiwało 61 osób w 11 budynkach mieszkalnych. Miejscowość należała do parafii rzymskokatolickiej w m. Piątnica. Podlegała pod Sąd Grodzki w Stawiskach i Okręgowy w Łomży; właściwy urząd pocztowy mieścił się w m. Mały Płock.
W latach 1975–1998 miejscowość należała administracyjnie do województwa łomżyńskiego.